# ケタリング・バグ

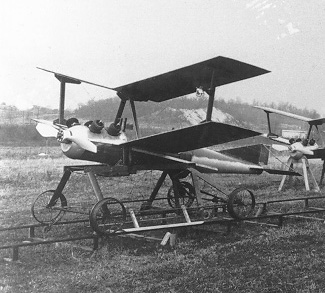
ケタリング・バグ

ケタリング・バグ (Kettering Bug) は、アメリカ陸軍が開発した空中魚雷。それは現在の無人航空機や巡航ミサイルの始祖といえる。ケタリング・バグは発射地点から75マイル (120km) 先の目標を攻撃することができた。

## 開発
第一次世界大戦中、アメリカ陸軍航空局はオハイオ州デイトンのチャールズ・ケタリングに対して、50マイル (80km) の範囲にある目標を攻撃できる無人の「飛行爆弾」が設計できるかを尋ねた。デイトン＝ライト・カンパニーによって製造されたケタリングの設計した機体は正式にはケタリング空中魚雷 (Kettering Aerial Torpedo) と呼ばれたが、後にはケタリング・バグとして知られるようになる。オービル・ライトが計画に対して航空学のコンサルタントとなり、エルマー・アンブローズ・スペリーが誘導操縦装置を設計した。開発用の有人操縦機はデイトン＝ライト・バグとして製造された。
ケタリング・バグは無人の小型複葉機であり、翼幅は15フィート (4.5m) 、全長12.5フィート (3.8m) 、高さ7.7フィート (2.3m) という大きさであった。エンジンは40馬力の4気筒デ・パルマエンジンを搭載していた。このエンジンはフォード・モーターの大量生産品で、約40ドルであった。胴体は木材および張り子で作られた。
ケタリング・バグの総重量は530ポンド (240kg) であり、離陸にはドリーが用いられた。それはライト兄弟が1903年に初飛行を行ったときと同じ離陸方法であった。離陸後は搭載された小型のジャイロスコープによって機体が制御され、約120mph (193km/h) の速度で目的地へ飛行した。制御システムには空気/真空システム、電気システム、アネロイド型気圧計、高度計が用いられた。
バグが目標に命中したかを確認するため、その航路を追跡するシステムが考案された。離陸前に技術員は飛行経路に沿った風速および方向を考慮し、追跡するための距離を決定した。これはバグが目標に到達するために必要なエンジンの回転数を計算するために使用された。積算回転計がその値に達したとき、エンジンは停止し翼を固定したボルトが外れ、バグは落下した。バグは目標への弾道を落下し、搭載した180ポンド (81kg) の爆薬が爆発した。

## 飛行試験
バグの試作機は第一次世界大戦終盤の1918年に完成し、アメリカ陸軍通信隊の航空部に配備された。1918年10月2日に行われた初飛行は失敗した。機体は離陸後急上昇し、その後墜落、大破した。その後の飛行試験は成功し、デイトンで陸軍高官に対してデモ飛行が行われた。
ケタリング・バグはデイトンで6度の飛行の内2回が成功し、アミティヴィルでは4度の内1回、カールストロムでは14度の内4回成功した。
初期の試験の間に何度か飛行に成功したものの、バグの実戦投入が行われる前に戦争は終結した。それまでに約45機のバグが生産された。バグの存在とその技術は第二次世界大戦まで秘密とされた。
1920年代に予算が削減されるまで、陸軍航空部は実験を継続した。
オハイオ州デイトンのアメリカ空軍博物館には原寸大の再現機が展示されている。
1917年4月から1920年3月まで、アメリカ政府はケタリング・バグに約275,000ドルを費やした。